# Tarnowskie Góry Centrum
Tarnowskie Góry Centrum – dawny przystanek kolei wąskotorowej w Tarnowskich Górach znajdujący się pod wiaduktem drogowym w ciągu ulicy Nakielskiej.